# Stara romantyczka
Stara romantyczka – komedia Stanisława Bogusławskiego w dwóch aktach. Prapremiera odbyła się w Teatrze Rozmaitości w Warszawie 30 sierpnia 1837 r.

## Treść
Utwór stanowi satyrę na romantyzm. Tytułową bohaterką jest Aldona, zamożna wdowa, która pragnie przeżyć romantyczną miłość. Aldona kreuje się na bohaterkę romantyczną: chodzi nocami po ogrodach, każe się nazywać Aldoną (na wzór ukochanej Konrada Wallenroda), choć w rzeczywistości nosi prozaiczne imię – Barbara i posługuje się przesadnie poetycznym językiem. Konkurentami do jej ręki są: piękny młodzieniec Wacław i podstarzały Baron. Baron jest zainteresowany głównie majątkiem Aldony, Wacław natomiast ma w zalotach inny interes: chce skłonić Aldonę do zgody na małżeństwo jej siostrzenicy Zofii z jego przyjacielem – Alfredem. Aldona chętnie wierzy w ich piękne słowa, gdyż pasują one do jej romantycznej wizji świata..

## Dzieje sceniczne.
W rok po warszawskiej premierze Starą romantyczkę wystawił teatr w Wilnie (1838). W XIX w. grano ją także wielokrotnie we Lwowie, Krakowie, Lublinie, Lidzie, Druskiennikach i Mohylowie. W 2022 r. czytanie sceniczne Starej romantyczki w Instytucie Teatralnym im. Zbigniewa Raszewskiego zainaugurowało cykl wydarzeń artystycznych z okazji obchodów Roku Polskiego Romantyzmu.